# هریستو بوتیف
هریستو بوتیف (بلغاری: Христо Ботев؛ ۶ ژانویهٔ ۱۸۴۸ – ۱ ژوئن ۱۸۷۶) یک شاعر، نویسنده، و روزنامه‌نگار اهل امپراتوری عثمانی بود.